# Bona furtuna
Bona furtuna è il venticinquesimo album di Peppino di Capri, pubblicato nel 1981.

## Tracce
Lato A
1. Capri, sempe blu – 3:45
2. Mo... – 3:40
3. Notte – 3:33
4. 'O lampione – 3:50
5. Bona furtuna – 4:50

Durata totale: 19:38
Lato B
1. Ammore – 4:00
2. Tiemp 'e blues – 4:55
3. Allero, allero – 3:20
4. E vva'... – 3:30
5. Spont 'o sole – 3:45

Durata totale: 19:30